# Oblast' di Odessa
L'oblast' di Odessa (in ucraino Одеська область?, Odes'ka oblast') è una delle 24 oblast' dell'Ucraina, con capoluogo Odessa.

## Società

### Evoluzione demografica
La popolazione è di 2,4 milioni di persone, quasi il 40% delle quali vive nella città di Odessa. Significative minoranze bulgare (6,1%) e rumene (5,0%) risiedono nella provincia. Ha la più alta percentuale di ebrei di qualsiasi regione in Ucraina (anche se più piccola della città autonoma di Kiev) e c'è una piccola comunità greca nella città di Odessa.
Bulgari e moldavi / rumeni rappresentano rispettivamente il 21% e il 13% della popolazione nel saliente del Budžak, all'interno della regione di Odessa.

### Religione
- Ortodossia orientale (84%)
- Nessuna religione (8%)
- Cristiano (6%)
- Cattolicesimo romano (0,5%)
- Protestantesimo (0,5%)
- Indeciso (1%)

## Geografia antropica

### Suddivisioni amministrative dopo il 2020
La regione di Odessa si suddivide in 7 distretti:
| Nome                   | Nome ucraino                 | Capoluogo              |
| ---------------------- | ---------------------------- | ---------------------- |
| Berezivka              | Березівський район           | Berezivka              |
| Bilhorod-Dnistrovs'kyj | Білгород-Дністровський район | Bilhorod-Dnistrovs'kyj |
| Bolhrad                | Болградський район           | Bolhrad                |
| Izmaïl                 | Ізмаїльський район           | Ismail                 |
| Odessa                 | Одеський район               | Odessa                 |
| Podil's'k              | Подільський район            | Podil's'k              |
| Rozdil'na              | Роздільнянський район        | Rozdil'na              |

I dati che seguono mostrano il numero di ogni tipo di suddivisione amministrativa:
- Distretti 7
- Città 19
- Insediamenti rurali 33
- Villaggi 1138

### Suddivisioni amministrative prima del 2020

Mappa dettagliata della regione di Odessa

La regione di Odessa si suddivideva in 26 distretti, cui erano equiordinate 7 città di rilevanza regionale.
| Nome                    | Nome ucraino                 | Area km² | Popolazione 2015 | Capoluogo              | Solo popolazione urbana* |
| ----------------------- | ---------------------------- | -------- | ---------------- | ---------------------- | ------------------------ |
| Odessa                  | Одеса місто                  | 139      | 1 010 490        | -                      | 1 010 490                |
| Bilhorod-Dnistrovs'kyj  | Білгород-Дністровський місто | 31       | 57 559           | -                      | 57 559                   |
| Čornomors'k             | Чорноморськ місто            | 25       | 72 553           | -                      | 67 323                   |
| Ismail                  | Ізмаїл місто                 | 53       | 72 266           | -                      | 72 266                   |
| Podil's'k               | Подільськ                    | 25       | 40 613           | -                      | 40 613                   |
| Teplodar                | Теплодар місто               | 3        | 10 277           | -                      | 10 277                   |
| Južne                   | Южне місто                   | 9        | 32 149           | -                      | 32 149                   |
| Anan'ïv                 | Ананьївський район           | 1 050    | 26 999           | Anan'ïv                | 8 441                    |
| Arcyz                   | Арцизький район              | 1 379    | 45 274           | Arcyz                  | 14 886                   |
| Balta                   | Балтський район              | 1 317    | 41 666           | Balta                  | 18 940                   |
| Berezivka               | Березівський район           | 1 637    | 33 930           | Berezivka              | 12 614                   |
| Bilhorod-Dnistrovs'kyj  | Білгород-Дністровський район | 1 852    | 60 774           | Bilhorod-Dnistrovs'kyj | N/A                      |
| Biljaïvka               | Біляївський район            | 1 497    | 94 083           | Biljaïvka              | 14 334                   |
| Bolhrad                 | Болградський район           | 1 364    | 69 148           | Bolhrad                | 15 451                   |
| Ivanivka                | Іванівський район            | 1 162    | 26 604           | Ivanivka               | 8 807                    |
| Izmaïl                  | Ізмаїльський район           | 1 194    | 51 584           | Izmaïl                 | N/A                      |
| Kilija                  | Кілійський район             | 1 358    | 52 400           | Kilija                 | 28 434                   |
| Kodyma                  | Кодимський район             | 818      | 29 586           | Kodyma                 | 11 195                   |
| Ljubašivka              | Любашівський район           | 1 100    | 30 688           | Ljubašivka             | 10 954                   |
| Lyman                   | Лиманський район             | 1 499    | 71 158           | Dobroslav              | 14 028                   |
| Mykolaïvka              | Миколаївський район          | 1 093    | 16 127           | Mykolaïvka             | 2 850                    |
| Okny                    | Окнянський район             | 1 013    | 20 186           | Okny                   | 5 338                    |
| Ovidiopol'              | Овідіопольський район        | 829      | 78 941           | Ovidiopol'             | 32 486                   |
| Podil's'k               | Подільський район            | 1 037    | 27 091           | Podil's'k              | N/A                      |
| Reni                    | Ренійський район             | 861      | 58 352           | Reni                   | 25 527                   |
| Rozdil'na               | Роздільнянський район        | 1 368    | 37 353           | Rozdil'na              | 19 003                   |
| Sarata                  | Саратський район             | 1 474    | 45 057           | Sarata                 | 4 351                    |
| Savran'                 | Савранський район            | 617      | 19 083           | Savran'                | 6 420                    |
| Šyrjajeve               | Ширяївський район            | 1 502    | 27 151           | Šyrjajeve              | 6 781                    |
| Tarutyne                | Тарутинський район           | 1 874    | 41 603           | Tarutyne               | 12 932                   |
| Tatarbunary             | Татарбунарський район        | 1 748    | 38 825           | Tatarbunary            | 10 988                   |
| Velyka Mychajlivka      | Великомихайлівський район    | 1 436    | 31 006           | Velyka Mykhailivka     | 8 472                    |
| Distretto di Zacharivka | Захарівський район           | 956      | 20 233           | Zakharivka             | 8 881                    |

I dati che seguono mostrano il numero di ogni tipo di suddivisione amministrativa: prima della riforma amministrativa del 2020
- Distretti 26
- Città 19
- Insediamenti rurali 33
- Villaggi 1 138